# Jahrhundertring

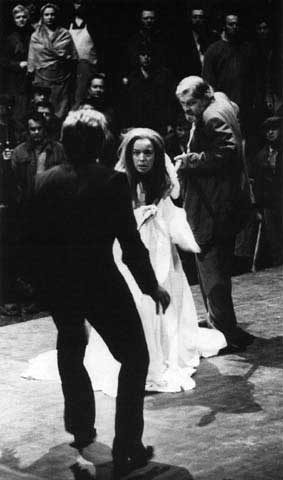
Den ledande sopranen Dame Gwyneth Jones som Brünnhilde under repetitionen av Ragnarök, fjärde och sista delen av Nibelungens ring, under Bayreuthfestspelen 1976. Uppsättningen regisserades av Patrice Chéreau och dirigerades av Pierre Boulez.

Jahrhundertring (Hundraårsringen) var regissören Patrice Chéreaus uppsättning av Richard Wagners operacykel Nibelungens ring 1976 i Festspelen i Bayreuth. Uppsättningen var 100-årsjubileum för både Festspelen och det första framförandet av hela cykeln (som ägde rum vid invigningsfestspelen).  
Från början hade dramaregissören Peter Stein blivit tillfrågad om att vara med i jubileumsuppsättningen av Ringen. Förhandlingarna misslyckades dock eftersom Stein krävde en ombyggnad av scenen och salongen och vägrade att träffa politikern Franz Josef Strauss i samband med premiären. I stället anförtrodde festivalledningen regin till den 31-årige film- och dramaregissören Patrice Chéreau, som vid den tiden var den yngsta regissören (och den första utlänningen att inneha denna position) i Bayreuthfestivalens historia. Uppsättningen skapades av ett franskt team bestående av dirigenten och kompositören Pierre Boulez (med sin assistent Jeffrey Tate), scenografen Richard Peduzzi, kostymören Jacques Schmidt och ljusdesignern Manfred Voss. François Regnault hade engagerats som dramaturg.
Chéreau ignorerade Wagners detaljerade sceniska instruktioner och placerade verket i Wagners tid, under den industriella revolutionen, och uppsättningen behandlade kritiskt ämnen som kapitalism, industrialism och andlighet. Musiken som Boulez tolkade ansågs vara ovanligt klar och ljus, med lätta tempon som har beskrivits som "hänsynslös". Premiärföreställningen väckte kontroversiella reaktioner och sades nästan ha startat ett upplopp.
Produktionen spelades varje år från 1976 till 1980 och föreställningen filmades för TV 1979 och 1980. Efter den sista visningen 1980 krävde publiken 107 ridåfall och en 90 minuter lång stående ovation. Den satte en standard för produktioner av Ringen-cykeln som skulle följa, och har kallats början på regiteater ('regissörens teater'). Chéreaus och Boulez uppsättning av Ringen anses fortfarande vara ett referensverk i tolkningshistorien av verket.

## Uppsättningen
Festspelschefen Wolfgang Wagner valde kompositören Pierre Boulez till dirigent för 100-årsjubileet av Wagners Ringen, som hade framförts för första gången i sin helhet vid de första Festspelen i Bayreuth 1876. Dirigentens förstahandsval som regissör var Ingmar Bergman. När han, liksom Peter Brook, avsade sig uppdraget, rekommenderade Boulez Patrice Chéreau som regissör. Chéreau var då endast 31 år och hade bara regisserat två operor förut..
Chéreau baserade sin uppfattning på George Bernard Shaws klärvoajanta analys av Ringen (The Perfect Wagnerite: A Commentary on The Niblung's Ring), som hade publicerats i London 1889. Shaw tolkade Ringen som en liknelse för 1800-talets socioekonomiska omvälvningar och tolkade den som ett "drama om nutiden". Chéreau följde detta grundläggande tillvägagångssätt. Redan före honom hade regissören Ulrich Melchinger i Kassel och Leipzigoperans regissör Joachim Herz valt ett historiskt-politiskt tillvägagångssätt för uppsättningen av tetralogin. Uppsättningen av Ringen i Leipzig skapades mellan 1973 och 1976, och många analogier i innehållsdramaturgiska föreställningar, i bildmässiga konstnärliga lösningar och i iscensättningen av karaktärsrelationer tyder på att Herz verk kan ha varit en inspirationskälla för Chéreau.
Enligt Eleonore Büning från Frankfurter Allgemeine Zeitung revolutionerade det franska teamet förståelsen av Wagner i Tyskland. I ett aldrig tidigare skådat val sattes scenen i den industriella revolutionen, där man "klädde gudarna som kapitalister i krig med Nibelungens proletariat".
Chéreau utgick från att Wagner speglade sin egen tid i Nibelungenmytens förklädnad och att denna poetiska alienation gjorde det möjligt för honom att än mer precist förstå 1800-talets ekonomiska och intellektuella omvälvningar. För att uppnå detta var det nödvändigt att hitta en balans mellan konkretion och abstraktion i termer av iscensättning, där handlingen intar en kritisk hållning till tidens kapitalism, industrialism och andliga bakgrund.
De processer med vilka Herz och Chéreau utforskade sceniska bildlösningar verkar likartade: Herz och scenografen Rudolf Heinrich gjorde collage av detaljer av historiska betongbyggnader (industriell arkitektur såväl som borgerliga representativa byggnader) med symboliskt abstrakta eller surrealistiska strukturer. Chéreau och hans scenograf Richard Peduzzi utvecklade också en associativ berättelse om Ringfabeln från en mängd historiskt visuellt material, som Peduzzi slutligen kondenserade till symbolisk symbolik. Hans scenografi verkade "realistisk" och surrealistisk på samma gång. En av de mest minnesvärda bilderna var fördämningen (en "maskin som får en flod att flyta") i början av Rhenguldet där Rhendöttrarna uppträdde som 1800-talets cancandansare. I Ragnarök var den nu ruttna dammen skådeplatsen för mordet på Siegfried. Gudarnas boning Valhall framträdde som en palatsliknande arkitektur, framför vilken spelytan var täckt med galler: prakten stod så att säga på perforerad mark, under vilken man kunde anta nibelungarnas industriella armé, som skapade rikedomarna. Denna association understöddes av ett stort hjultåg på höger sida av scenen, som tycktes skapa förbindelsen mellan Valhall och Nibelheim. Wotan uppträder som en bankir i frack. Siegfried går in i Gibichungs sal klädd i "en mytisk hjältes trasiga kläder" och möter Gunther i en kavaj och visualiserar hur främmande hjälten är för världen. Regissörens tillvägagångssätt beskrevs som en blandning av "en vag känsla av 1800-talsmelodram med Shaws messianska socialism och Strindbergs psykodrama. Den första akten av Valkyrian (Hundings hus) ägde rum framför ett fönster som fyllde scenen; I förgrunden den vissna asken och till vänster ett stort svänghjul. Gång på gång genomsyrar tekniska citat borgerliga interiörer. I andra akten visade Peduzzi interiören i Valhall som feodal arkitektur med en enorm dörrkarm, en stående spegel och en pendel i mitten av scenen. Mimes smedja (Siegfried) representerades av en enorm ånghammare. I andra akten ritade Perduzzi en nästan naturalistisk skogsidyll. Giebichungarnas hem i Ragnarök liknade ett medelhavspalats. I slutscenen av Ragnarök tog Peduzzi upp husets framsida med brandstegar, som hade ett hyreshus i New York från 1800-talet som förebild och som redan förekom som ett bildelement i Rhenguldet. Schott Music, Mainz 2007, ISBN 978-3-7957-0594-7, S. 174–179.</ref>
Enligt Chéreau var den viktigaste innehållsmässiga punkten för honom analysen av den politiska makten. "Ringen är en beskrivning av den fruktansvärda perversionen av samhället, som bygger på detta bevarande av makten, mekanismerna för en stark stat och opposition." (Patrice Chéreau). Wotan, gudarnas herre, utsattes därför för en kritisk syn av honom: han är härskaren som sätter sig över konflikterna i syfte att behålla makten och missar den historiska möjligheten till förnyelse. Även här följde Chéreau George Bernard Shaw, som beskrev lögner och självbedrägeri som Wotans främsta maktinstrument. Han uppfattade Siegfried som en antihjälte som blir Wotans intet ont anande hantlangare. – För mig stod Siegfried för det icke-tragiska. (…) En dålig skådespelare som sätter upp sin show och inte orsakar något annat än förvirring under sitt korta jordeliv, en varelse full av förnekelse." Chéreau kallade honom till och med en föregångare till den instinktiva fascismen. Wotans och Siegfrieds motståndare – Alberich och Mime – framstår i hans tolkning som offer för omständigheterna, inte som inkarnationer av ondskan.
Chéreau förde in teatern i operan: han bad sångarna att spela upp texterna; "På den första dagen [av repetitionerna] var jag tvungen att prata med sångarna om farorna med pleonasm. Jag berättade för dem att Valkyrians musik ofta var beskrivande eller till och med imitativ [...], alla gester och alla avsikter räknas, inte ens låset till dörren  finns där [...] ». Den gör sig av med ett århundrade av traditioner som har förlorat sin mening. Sångarna Gwyneth Jones och Jeannine Altmeyer uttryckte under inspelningen från 1980 hur krävande denna iscensättning var och hur mycket den levandegjorde operakaraktärer som mumifierats av traditionen.

### Särskilda incidenter
I Valkyrian iscensatte Chéreau Siegmunds död som en politiskt motiverad avrättning av Wotan, vilket resulterade i en omfamning av liket. Därvid hänvisade man emellertid till Brünnhildes senare uttalande i akt 3, enligt vilket inte bara Hunding ensam utan även Wotan själv hade begått mordet: "men jag skyddade Siegmund med min sköld och trotsade guden! Själv slog han honom med spjutet." Men denna grymhet – i själva verket ett detaljerat genomförande av Wagners avsikt – fick en så drastisk effekt att publikens reaktioner nästan tvingade föreställningen att avbrytas.
En unik situation i Festspelens historia inträffade den 20 augusti 1977, vid den sista föreställningen av Siegfried för året. René Kollo, sångaren i titelrollen, hade brutit benet strax innan under en segeltur och kunde därför inte spela sin roll. Eftersom det var omöjligt att med kort varsel instruera en annan sångare i uppsättningens komplicerade rörelsesekvenser, gled regissören Chéreau själv in i rollen som Siegfried och spelade den tyst, medan Kollo, osynlig för publiken, sjöng från kulissen. Det motsatta fallet inträffade året därpå, den 12 augusti 1978, när René Kollo hade tappat rösten. Den här gången var det den hjältemodige tenoren Jean Cox som sjöng rollen från kulissen, medan Kollo agerade tyst från scen.

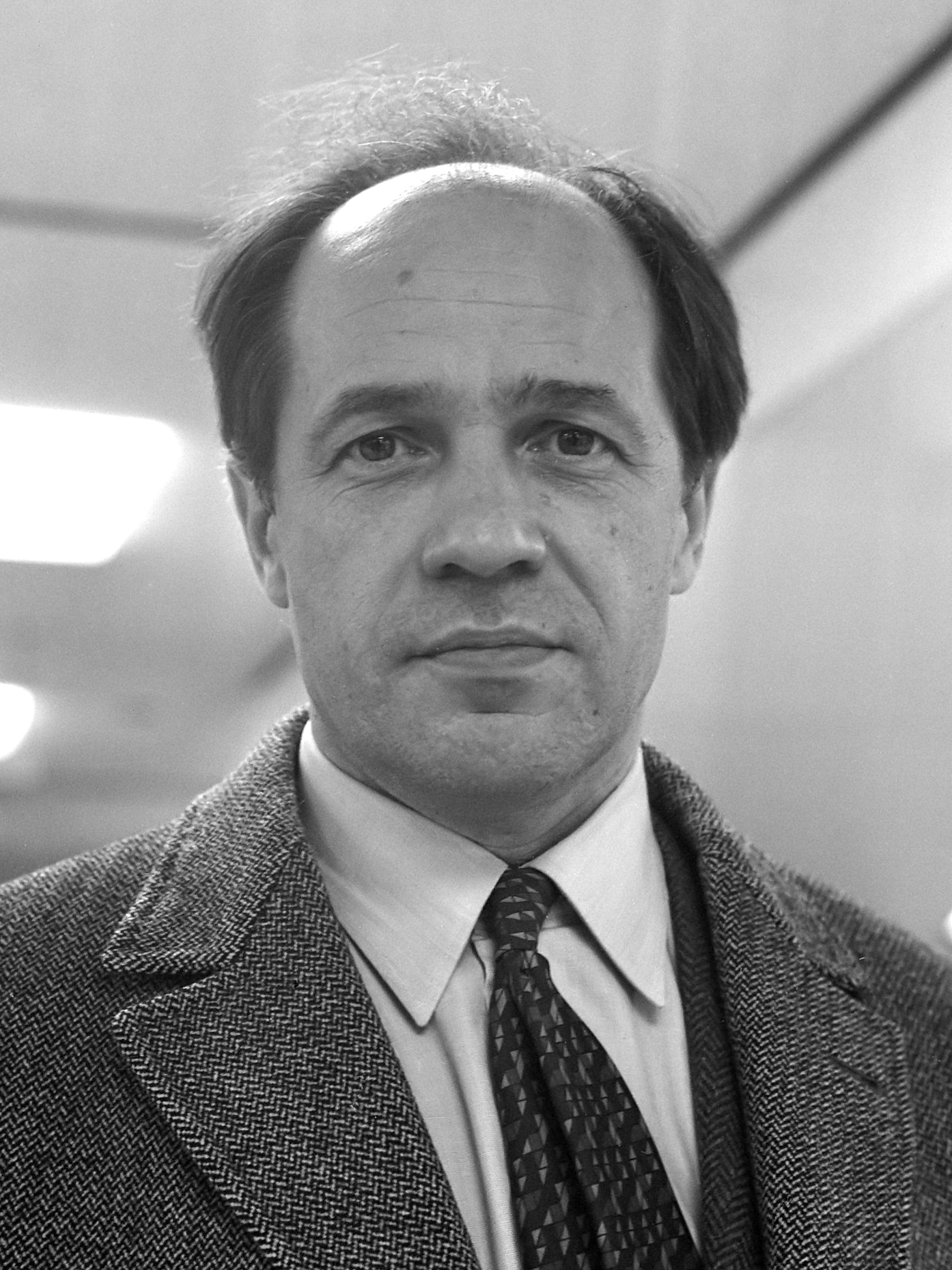
Pierre Boulez dirigent
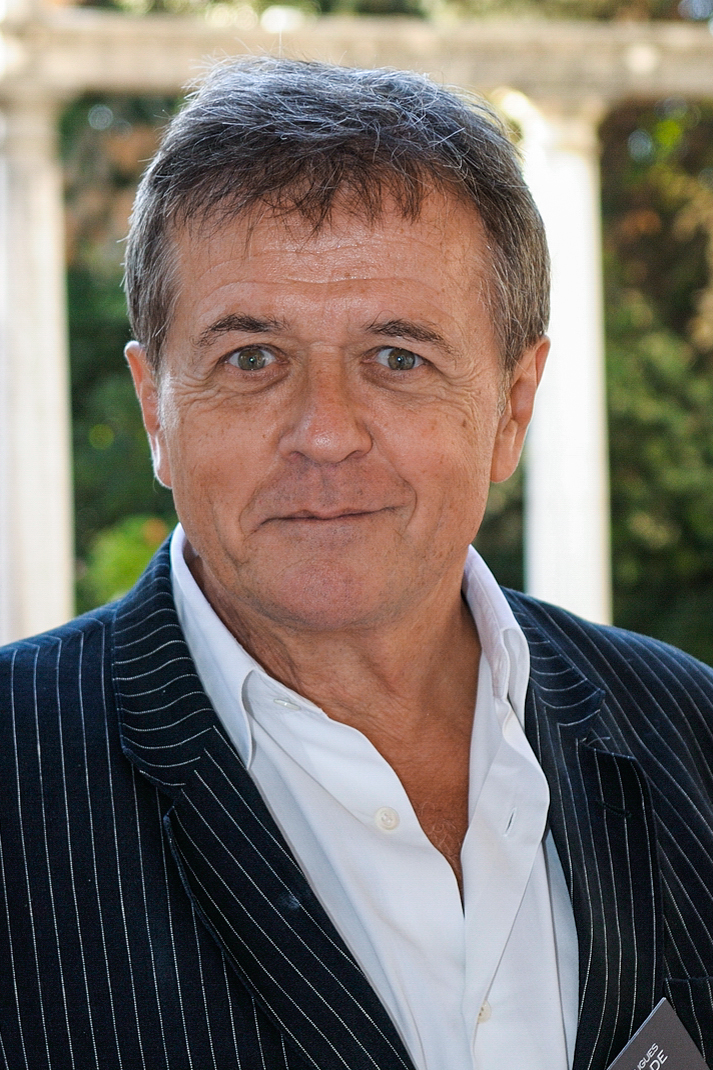
Patrice Chéreau regissör
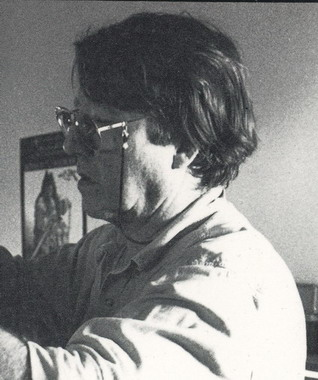
Jacques Schmidt kostymör

## Föreställningar
Följande tabell visar sångare från det första året 1976 till det sista året, då den spelades in. Delarna i Wagners sceniska verk förkortas Rh för Rhenguldet, V för Valkyrian, S för Siegfried och R för Ragnarök.
Ersättande sångare var 1976 Hans Sotin som Wotan och Karl Ridderbusch som Hunding, Roberta Knie som Brünnhilde i Ragnarök och Bengt Rundgren som Hagen. 1977 spelade Patrice Chéreau rollen som Siegfried i en föreställning av Siegfried, eftersom sångaren René Kollo hade brutit benet. 1978 framförde Astrid Schirmer Sieglinde i Valkyrian, Jean Cox sjöng rollen som Siegfried i en föreställning av Siegfried. Sångarna i produktionen var tvungna att agera lika mycket som att sjunga, särskilt under inspelningen 1980.
| Roll                    | Föreställning | Sångare 1976       | Sångare 1977        | Sångare 1978        | Sångare 1979        | Sångare 1980        | Samtliga föreställningar |
| ----------------------- | ------------- | ------------------ | ------------------- | ------------------- | ------------------- | ------------------- | ------------------------ |
| Wotan                   | R V S         | Donald McIntyre    | Donald McIntyre     | Donald McIntyre     | Donald McIntyre     | Donald McIntyre     | *                        |
| Donner                  | Rh            | Jerker Arvidson    | Martin Egel         | Martin Egel         | Martin Egel         | Martin Egel         |                          |
| Froh                    | Rh            | Heribert Steinbach | Siegfried Jerusalem | Siegfried Jerusalem | Siegfried Jerusalem | Siegfried Jerusalem |                          |
| Loge                    | Rh            | Heinz Zednik       | Heinz Zednik        | Heinz Zednik        | Heinz Zednik        | Heinz Zednik        | *                        |
| Fricka                  | Rh V          | Yvonne Minton      | Eva Randová         | Hanna Schwarz       | Hanna Schwarz       | Hanna Schwarz       |                          |
| Freia                   | Rh            | Rachel Yakar       | Carmen Reppel       | Carmen Reppel       | Carmen Reppel       | Carmen Reppel       |                          |
| Erda                    | Rh S          | Ortrun Wenkel      | Hanna Schwarz       | Ortrun Wenkel       | Ortrun Wenkel       | Ortrun Wenkel       |                          |
| Alberich                | Rh S R        | Zoltán Kelemen     | Zoltán Kelemen      | Zoltán Kelemen      | Hermann Becht       | Hermann Becht       |                          |
| Mime                    | Rh            | Wolf Appel         | Wolf Appel          | Helmut Pampuch      | Helmut Pampuch      | Helmut Pampuch      |                          |
| Fasolt                  | Rh            | Matti Salminen     | Heikki Toivanen     | Heikki Toivanen     | Matti Salminen      | Matti Salminen      |                          |
| Fafner                  | R S           | Bengt Rundgren     | Matti Salminen      | Matti Salminen      | Fritz Hübner        | Fritz Hübner        |                          |
| Woglinde                | Rh R          | Yoko Kawahara      | Norma Sharp         | Norma Sharp         | Norma Sharp         | Norma Sharp         |                          |
| Wellgunde               | Rh R          | Ilse Gramatzki     | Ilse Gramatzki      | Ilse Gramatzki      | Ilse Gramatzki      | Ilse Gramatzki      | *                        |
| Floßhilde               | Rh R          | Adelheid Krauss    | Cornelia Wulkopf    | Marga Schiml        | Marga Schiml        | Marga Schiml        |                          |
| Siegmund                | V             | Peter Hofmann      | Robert Schunk       | Peter Hofmann       | Peter Hofmann       | Peter Hofmann       | *                        |
| Hunding                 | V             | Matti Salminen     | Matti Salminen      | Matti Salminen      | Matti Salminen      | Matti Salminen      | *                        |
| Sieglinde               | V             | Hannelore Bode     | Hannelore Bode      | Hannelore Bode      | Jeannine Altmeyer   | Jeannine Altmeyer   |                          |
| Brünnhilde              | V S R         | Gwyneth Jones      | Gwyneth Jones       | Gwyneth Jones       | Gwyneth Jones       | Gwyneth Jones       | *                        |
| Gerhilde                | V             | Rachel Yakar       | Carmen Reppel       | Eva Johansson       | Carmen Reppel       | Carmen Reppel       |                          |
| Ortlinde                | V             | Irja Auroora       | Astrid Schirmer     | Lia Frey-Rabine     | Karen Middleton     | Karen Middleton     |                          |
| Waltraute               | V             | Doris Soffel       | Gabriele Schnaut    | Silvia Herman       | Gabriele Schnaut    | Gabriele Schnaut    |                          |
| Schwertleite            | V             | Adelheid Krauss    | Patricia Payne      | Hitomi Katagiri     | Gwendolyn Killebrew | Gwendolyn Killebrew |                          |
| Helmwige                | V             | Katie Clarke       | Katie Clarke        | Eva-Maria Bundschuh | Katie Clarke        | Katie Clarke        |                          |
| Siegrune                | V             | Alicia Nafé        | Cornelia Wulkopf    | Linda Finnie        | Marga Schiml        | Marga Schiml        |                          |
| Grimgerde               | V             | Ilse Gramatzki     | Ilse Gramatzki      | Uta Priew           | Ilse Gramatzki      | Ilse Gramatzki      |                          |
| Rossweisse              | V             | Elisabeth Glauser  | Elisabeth Glauser   | Hebe Dijkstra       | Elisabeth Glauser   | Elisabeth Glauser   |                          |
| Siegfried               | S             | René Kollo         | René Kollo          | René Kollo          | Manfred Jung        | Manfred Jung        |                          |
| Mime                    | S             | Heinz Zednik       | Heinz Zednik        | Heinz Zednik        | Heinz Zednik        | Heinz Zednik        | *                        |
| Waldvogel (skogsfågeln) | S             | Yoko Kawahara      | Norma Sharp         | Norma Sharp         | Norma Sharp         | Norma Sharp         |                          |
| Siegfried               | R             | Jess Thomas        | Manfred Jung        | Manfred Jung        | Manfred Jung        | Manfred Jung        |                          |
| Gunther                 | R             | Jerker Arvidson    | Franz Mazura        | Franz Mazura        | Franz Mazura        | Franz Mazura        |                          |
| Hagen                   | R             | Karl Ridderbusch   | Karl Ridderbusch    | Karl Ridderbusch    | Fritz Hübner        | Fritz Hübner        |                          |
| Gutrune                 | R             | Irja Auroora       | Hannelore Bode      | Hannelore Bode      | Jeannine Altmeyer   | Jeannine Altmeyer   |                          |
| Waltraute               | R             | Yvonne Minton      | Yvonne Minton       | Yvonne Minton       | Gwendolyn Killebrew | Gwendolyn Killebrew |                          |
| Första nornan           | R             | Ortrun Wenkel      | Patricia Payne      | Patricia Payne      | Ortrun Wenkel       | Ortrun Wenkel       |                          |
| Andra nornan            | R             | Dagmar Trabert     | Gabriele Schnaut    | Gabriele Schnaut    | Gabriele Schnaut    | Gabriele Schnaut    |                          |
| Tredje nornan           | R             | Hannelore Bode     | Katie Clarke        | Katie Clarke        | Katie Clarke        | Katie Clarke        |                          |

## Reaktioner
Premiären chockade stora delar av publiken och ledde till protestaktioner. Det förekom strider, namnlistor mot iscensättningen organiserades och flygblad delades ut. Chéreaus förflyttning av aktionen till tiden för den tidiga industrialiseringen och till exempel skildringen av Rhendöttrarna som prostituerade, fick många gamla wagnerianer att bilda ett medborgarinitiativ som förespråkade en "framtidsorienterad förståelse av Wagners arbete" och krävde "arbetsskydd för Wotan". Under det första året förekom det till och med häftiga avbrott i enskilda föreställningar, vilket nästan ledde till att föreställningarna ställdes in. Medlemmar i orkestern hade också invändningar mot Pierre Boulez musikaliska tolkning under det första året. Der Spiegel skrev: "[...] just för jubileumsåret [...] hade moderaterna nog väntat sig ett slags musikalisk Burgtheater: värdig och tråkig. Nu var det – tydligen – respektlöst och definitivt underhållande. Veteranen förlorade hörsel och syn." De konservativa kritikerna såg Wagners Ringen i händerna på en vänsterrevolutionär. 
Det inledande avvisandet från delar av publiken gav dock vika för en växande entusiasm från år till år, vilket också kan bero på att bevakningen av premiäråret gjorde att de som hoppades på en konventionell föreställning inte kunde se föreställningen under de kommande åren. Senare uppfattades den som "en tankeväckande allegori över människans exploatering av naturresurser". Winifred Wagner, den då åldrade matriarken i Wagnerdynastin, ogillade uppsättningen men frågade retoriskt "är det inte bättre att vara rasande än att vara uttråkad?". Så tidigt som 1980, efter de sista föreställningarna, hade ilskan, åtminstone bland dem som fortfarande gick på föreställningarna, tydligen till stor del gett vika för insikten om den höga teatraliska och sceniska intensiteten i denna uppsättning och förvandlats till jubel: produktionen togs farväl med applåder som var över nittio minuter långa och det imponerande antalet 101 ridåer (båda rekordsiffror i Bayreuth). Den satte en standard för produktioner av Ringcykeln att följa. Föreställningen, som kallades början av Regiteater ("regissörens teater"), influerade regissörer och designers. I november 1976 läste Chéreau pressrecensionerna intensivt. När han gjorde det fann han en "överdriven tendens att hänvisa till G. B. Shaw"; Han drabbades också av de häftiga reaktionerna.
I dag betraktas Chéreaus produktion "ofta som en emblematisk symbol par excellence för Bayreuthfestivalen i modern tid. Naturligtvis är deras störande effekt borta efter decennier, deras bilder har blivit tidlösa chiffer, helt fristående och oberoende av deras tidigare betydelse och sammanhang." Ingen senare Ring-uppsättning kunde ignorera Chéreaus tolkningspositioner; Hans arbete förblev en avgörande referenspunkt för alla direktörer.
Uppsättningen visades under fem Festspelssomrar (från 1976 till 1980) i 16 föreställningar av hela Ringcykeln samt ytterligare fyra föreställningar av enskilda verk i Bayreuth. Under det andra året gjordes vissa förändringar och ytterligare utvecklingar i det natursköna området: Till exempel fick "Valkyrieklippan", som 1976 fortfarande såg ut som ett Matterhorn av kartong, sin slutliga form, som var modellerad efter Arnold Böcklins målning Dödens ö. Det visuella utseendet på gudarnas slott Valhall, som var ganska misslyckat 1976, förbättrades också avsevärt 1977.
Uppsättningen filmades för TV 1979 och 1980. Valkyrian visades i ARD den 28 augusti 1980. Cykeln visades i sin helhet 1983, till minne av kompositörens död, och presenterades även på biografer internationellt.
Medan operakritikern Michael Tanner från BBC kritiserade Boulez "hänsynslösa tempi" och "genomgripande brist på uttrycksfullhet", noterade James Leonard: "... mer kontroversiell än Chéreaus dramatiska idé var Boulez musikaliska utförande. Med häpnadsväckande klara texturer, spektakulärt ljusa färger och förbluffande lätta tempon får Boulez ett Wagner-ljud som ingen annan. Och för dem som har öron att höra med fungerar det. Wagners musik behöver inte vara dunkel för att vara metafysisk eller massiv för att vara överväldigande gripande, och Boulez får spela ur den alltför ofta svulstiga Bayreuth Festival Orchestra som får musiken att spraka och flamma av musikalisk och dramatisk mening." Edward Rothstein skrev för New York Times: "Aspekter av partituret framträder med oväntad klarhet. I inledningen av "Valkyrian" underskattar han medvetet basgången och ger musikens aggressiva rastlöshet en kuslig okroppslig karaktär. Genom hela "Ringen" artikuleras filigraner och detaljer skarpt utan onödig betoning på ledmotiven; Ingenting görs sentimentalt eller uppenbart. Boulez dras särskilt till den intrikat skiftande klangvärlden i den sena, sista operan och ger den ett dramatiskt svep tillsammans med en kristallin glans."